# Nicolai Cioban
Nicolai Cioban (în rusă Николай Петрович Чобан; n. 11 august 1972, Cazaclia, Găgăuzia, Republica Moldova) este un general de armată rus de origine găgăuză.

## Biografie
Nicolai Cioban s-a născut pe 11 august 1972 în Cazaclia, RSS Moldovenească, într-o familie de găgăuzi. Este absolvent al Școlii superioare de comandă a tancurilor din Celeabinsk (1993), al Academiei de Arme Combinate a Forțelor Armate Ruse și al Academiei Militare a Statului Major General al Forțelor Armate Ruse. A fost, pe rând, comandant de pluton, comandant de batalion, iar în 2013 a fost numit în postul de adjunct al șefului de stat major al Forțelor Aeropurtate.
În timpul Invaziei Rusiei în Ucraina, Cioban a fost responsabil de parașutiștii trimiși să ia cu asalt Kievul și de un grup de soldați ruși, mobilizați și antrenați anul trecut de militari de elită supranumiți „Zeii războiului”, activi în regiunea Kursk din Rusia, dar și în Donbas.